# هونز
هونز (به هلندی: Huins) یک منطقهٔ مسکونی در هلند است که در لیتنسرادیل واقع شده‌است. هونز ۱۱۴ نفر جمعیت دارد.